# Chrościce (Ciechanów)
Pour les articles homonymes, voir Chrościce.
Chrościce (prononciation : [xrɔɕˈt͡ɕit͡sɛ]) est un village polonais de la gmina de Sońsk dans le powiat de Ciechanów de la voïvodie de Mazovie dans le centre-est de la Pologne.
Le village possède approximativement une population de 134 habitants.

## Histoire
De 1975 à 1998, le village appartenait administrativement à la voïvodie de Ciechanów.